# 大武ユキ
大武 ユキ（おおたけ ゆき）は、日本の女性漫画家。神奈川県出身。代表作は『フットボールネーション』。1990年から1993年までのペンネームは柴田文明。

## 概要
1990年、『小説Wings』（新書館）No.2掲載の『サッカーボーイ』（柴田文明名義）でデビュー。
1996年、『月刊アフタヌーン』（講談社）で『我らの流儀』の連載を開始。
2009年、『ビッグコミックスペリオール』（小学館）で『フットボールネーション』の連載を開始。「身体の使い方」をテーマにした新しい切り口のサッカー漫画としてヒットする。現在も連載中。

## 人物
大のサッカー好きであり、東海大学第一高等学校（現：東海大学付属静岡翔洋高等学校）の大嶽直人を好きになったことがきっかけで、サッカーにのめり込む。その後大嶽が順天堂大学に進学したことで、大学サッカーも観戦。
1988年から全日空横浜サッカークラブ（後：横浜フリューゲルス）のサポーターに。フリューゲルスの合併・消滅後は横浜FCを応援。
好きなポジションはボランチ。日本人選手では、今野泰幸、遠藤保仁、山口素弘など。今野のFC東京への移籍をきっかけに、FC東京の応援も開始する。
2024年2月5日、小学館雑誌で連載中だった漫画家の急死に対する小学館の対応に疑問を抱き、「この機会に社内構造や体質を改めてくれないと、この先、安心して描けない」と自身のXアカウントで訴えた。

## 作品

### 連載
- 無防備都市-装甲騎兵ボトムズ外伝（柴田文明名義、原作：山口宏、サイバーコミックス、1991年5月-1993年8月、不定期連載、全1巻）
- ダークマドンナ（柴田文明名義、原作：荒俣宏、月刊ガオ！、1993年1月-9月、全1巻）
- 我らの流儀（月刊アフタヌーン、1996年1月-1997年7月、全3巻）
  - 我らの流儀 -フットボールネーション前夜-（新装版、2012年、小学館、全3巻）
- バウンティソード・ダブルエッジ（月刊ガンガンファンタジー、1999年1月-7月、全1巻）
- タイル（月刊近代麻雀オリジナル、2000年12月-2001年7月、全1巻）
- 闘牌羲賊RAT（月刊近代麻雀オリジナル、2003年2月-2004年7月、未単行本化）
- フットボールネーション（ビッグコミックスペリオール、2009年12月-連載中、既刊19巻）

### 短編集
- サッカーボーイ（柴田文明名義、新書館、1993年）
  - サッカーボーイ　フットボールネーション－胎動－（新装版、小学館、2012年）
- アンダーグラウンド（竹書房、2001年）
- タイル（宙出版、2006年）
- コミック版プロジェクトX~挑戦者たち～ プラズマテレビ 愛の文字から始まった（宙出版、2007年）

### 単行本未収録作品
- 判断-judgement（週刊ビッグコミックスピリッツ、1997年）
- Stranger（EDGE、2004年）
- フォトジェニック（前後編、月刊少年チャンピオン、2006年）
- チュンソンーU-23サッカー日本代表 李忠成物語（オースーパージャンプ、2008年）